# Conrad McRae
Pour les articles homonymes, voir McRae.
Conrad Bastien McRae, né le 11 janvier 1971 à New York (États-Unis) et mort le 10 juillet 2000 est un joueur américain de basket-ball.

## Début de carrière
Comme beaucoup de jeunes américains, Conrad McRae découvre le basket-ball sur les playgrounds. Il se fait notamment un nom sur le fameux terrain de Rucker Park, considéré comme la Mecque des playgrounds new-yorkais où il gagne le surnom de "McNasty" pour l’agressivité de son jeu et la puissance de ses dunks. Parallèlement, il devient un des meilleurs basketteurs au niveau lycéen avec l'équipe de son école de Brooklyn Technical. En dernier année de lycée, il compile 26 points, 12 rebonds et 8 contres de moyenne. Il est sélectionné pour le McDonald's All-American Game de 1989 (en), un match qui réunit les meilleurs lycéens du pays où il se retrouve confronté au poste de pivot à Shaquille O'Neal.

## Carrière universitaire
Lycéen convoité, McRae accepte la bourse universitaire que lui propose l'université de Syracuse, un excellent programme basket-ball dirigé par un des meilleurs entraîneurs de la NCAA, Jim Boeheim. Il joue peu pour son année freshman (1,9 point, 2 rebonds et 1 contre en 9,3 minutes en moyenne) barré par les incontournables Billy Owens et Derrick Coleman. Il devient un joueur incontournable pour sa dernière année universitaire (12,3 points à 56 % aux tirs, 6,9 rebonds et 2,7 contres). Il marque un tir à mi-distance décisif à 1,3 seconde de la fin du match qui donne la victoire de Syracuse contre Villanova (73-72) le 23 février 1993. Sur ses quatre années universitaires, il participe à trois tournois finals NCAA. Candidat à la draft NBA, il est l'un des joueurs les plus athlétique de cette loterie 1993. Il est sélectionné au deuxième tour de la draft en 38e position. Il ne jouera pourtant jamais en NBA.

## Carrière professionnelle

### Fenerbahçe (1993-1994)
Les Bullets ne lui proposant pas de contrat garanti, McRae est recruté par le Fenerbahçe Istanbul. L'équipe est une puissance montante du championnat turc (Championne en 1991) et qui compte en ses rangs le meilleur joueur de l'équipe nationale Harun Erdenay. Fenerbahçe fait une très bonne saison régulière en terminant 3e (24 victoires et 6 défaites) mais s'incline en demi-finale des playoffs contre le futur champion Efes Pilsen. Fenerbahçe s'incline contre cette même équipe en finale de la Coupe de Turquie. Qualifiée en Coupe Korać, les stambouliotes ne parviennent pas à se sortir de la phase de groupe et échouent à rejoindre les quarts de finale. Il tourne à 12,1 points et 8,6 rebonds pour presque 37 minutes de temps de jeu en 6 matchs de Coupe Korać.

### Pau-Orthez (1994-1995)
Le pivot américain rejoint la France et l'Elan Béarnais des frères Gadou et de l'entraîneur Michel Gomez. La formation paloise vient de connaitre une année noire au niveau du recrutement avec sept américains différents durant la saison. Des joueurs comme Terry Catledge, Ian Lockhart, Pat Durham ou Marcus Webb n'arrivant pas à convaincre dans le jeu intérieur. McRae s'impose rapidement. Il marque 17 points (à 7 sur 10 aux tirs) avec 9 rebonds, 3 passes et 4 contres pour son premier match dans le Championnat de France (victoire 87-81 contre le PSG Racing). Il produit son premier double-double dès la deuxième journée avec 12 points et 10 rebonds avec 6 contres (son plus haut total de la saison) dans un succès à Gravelines (81-65). Il forme un excellent duo avec l'autre américain de l'équipe, l'ailier Rickie Winslow, autre joueur très athlétique. Il réalise sa meilleure performance aux points et aux rebonds à Strasbourg durant la 23e journée dans un duel contre le puissant Gary Alexander qu'il domine totalement (29 points, 14 rebonds et 42 d'évaluation pour McRae contre 16 points, 10 rebonds et 15 d'évaluation pour Alexander) pour une victoire de Pau 82-75 face à la SIG. Attendu en défense, il se montre également très bon en attaque en étant le second meilleur marqueur de l'équipe derrière Winslow. Jouant les 26 matchs du championnat il affiche en moyenne 16,7 points (à 61,1 % aux tirs et 67,4 % aux lancers francs), 8,5 rebonds, 3,1 contres (meilleur contreur de LNB) et 1,2 passe en 36 minutes avec 11 double-doubles. Il atteint la Finale de la Coupe de France avec Pau-Orthez (défaite après prolongation contre les rivaux du  CSP Limoges) ainsi que la demi-finale de la Coupe Korac où l'Elan Béarnais s'incline contre l'Olimpia Milano de Dejan Bodiroga. Pau-Orthez est 3e de la saison régulière de ProA (18 victoires et 8 défaites) derrière l'Olympique d'Antibes et le CSP Limoges. Les béarnais passe contre le PSG Racing en quart de finale (2 manches et 0) et s'impose en demi-finale contre Limoges (2 victoires à 1). Les béarnais retrouvent Antibes en finale (jouée au meilleur des cinq manches). Les antibois sont largement favoris, ils ont le meilleur bilan du championnat (21 victoires, 5 défaites) et la meilleure attaque (88,1 points) de moyenne, de plus ils sont invaincus en playoffs en se débarrassant facilement de Levallois et de Cholet (plus de 17 points d'écart en moyenne). McRae se retrouve confronté à l'intérieur à Stéphane Ostrowski, Willie Redden et Frédéric Domon pour une totale opposition de style. Si McRae domine largement sur le plan athlétique, le trio antibois, lui, est plus expérimente. Les palois crée une grosse surprise d'entrée en s'imposant à l'extérieur (85 à 71) porté par une paire McRae/Winslow intenable : 56 points à 22/26 aux tirs, 16 rebonds et une dizaine de dunk. Pau-Orthez est près de remporter la seconde manche mais c'est Antibes qui s'impose après prolongation (100 à 96) avec un beau duel entre McRae (21 points à 9 sur 10 aux tirs, 9 rebonds et 3 passes) et Ostrowski (25 points à 11 sur 16 aux tirs, 8 rebonds et 5 passes). Les azuréens reprennent la main dans le 3e match portés par un grand David Rivers (36 points à 67 % de réussite). Le quatrième match de cette finale, à Pau, est la dernier avec un tir décisif de Michael Ray Richardson qui donne de le titre à Antibes (81 à 80).

### Efes Pilsen (1995-1996)
McRae, devenu un pivot référencé, attire les convoitises des grands clubs européens et c'est le meilleur club turc du moment, le Efes Pilsen Istanbul qui l'engage. Pour son retour en Turquie, le pivot américain fait équipe avec le fantasque meneur macédonien Petar Naumoski, ainsi que les jeunes Mirsad Turkcan et Huseyin Besok. Efes Pilsen marche sur Championnat local (28 victoires et 2 défaites) et remporte le titre en étant invaincu en playoffs. Le club d'Istanbul remporte également la Coupe de Turquie en écrasant Turk Telekom 89 à 63. Engagé en Coupe Korac, Efes Pilsen va réaliser un triplé historique en remportant cette dernière. Les turcs triomphent des italiens de l'limpia Milano dans une finale qui se joue en match aller/retour, vainqueur de huit points au match aller (76 à 68), ils conservent finalement un point d'avance (défaite 77 à 70 au retour). En 15 matchs de Coupe d'Europe, McRae tourne en moyenne à 12,6 points (58,9 % de réussite) et 8,9 rebonds.

### Fortitudo Bologne (1996-1997)
Pour la saison 1997/98, Conrad McRae part à la découverte du championnat italien en rejoignant Basket City. La Fortitudo s'empare de la deuxième place du classement (17 victoires, 9 défaites) derrière le Benetton Trévise. Il marque 29 points (11 sur 13 aux tirs) avec 16 rebonds et 4 contres pour 45 d'évaluation lors de la 7e journée contre Cantu (victoire 100 à 92). Il prouve encore qu'il est un des meilleurs pivots en Europe avec des moyenne de 12,3 points, 9,1 rebonds et 1,7 contre. En playoffs, les bolognais triomphent difficilement de Rome en quart (3 manches à 2) avant d'écraser les rivaux de la Virtus Bologne en demi (3-0). Trévise gagne le titre en s'imposant de deux petits points dans le cinquième match de la finale (84 à 82). Il découvre cette année l'Euroleague, la meilleure compétition du continent. Bologne sort premier de son groupe (12 victoire, 4 défaites) et élimine Séville en 8e de Finale avant de s'incliner en quart contre le F.C Barcelone (2 manches à 1). Le pivot affiche 10,2 points et 8,2 rebonds en 20 matchs de Coupe d'Europe.

### PAOK Salonique (1997-1998)
Le natif de New York continue son tour des meilleurs championnats européens. Au PAOK, il est le coéquipier du jeune prodige serbe Predrag Stojaković. Il joue de nouveau la finale des playoffs où son équipe s'incline contre la Panathinaikos (3 manches à 2). C'est la quatrième fois de suite que McRae joue les finales et cela dans quatre championnats différents. Au niveau européen, il prouve encore qu'il est l'un des meilleurs du continent en étant le 3e meilleur rebondeur de l'Euroleague (8,8 rebonds en 19 rencontres), mais le PAOK échoue prématurément en 8e de finale contre l'ALBA Berlin.

### Fenerbahçe (1998-1999)
McRae retourne dans son premier club professionnel pour l'aider à briser l'hégémonie d'Efes Pilsen dans le championnat turc. C'est un échec car Fenerbahce bute en demi-finale des playoffs contre Ulker. Qualifié en 8e de finale de l'Euroleague, le club ne peut passer l'obstacle que représente le Real Madrid. Sa saison européenne terminée, McRae retourne aux Etats-Unis et signe un contrat de 10 jours avec les Denver Nuggets en NBA. Il ne participe à aucune rencontre. Diagnostiqué comme souffrant de tachycardie ventriculaire, à la suite d'un évanouissement, McRae voit son contrat rompu le 12 avril 1999. Le cardiologue des Nuggets lui conseille de renoncer au basket-ball professionnel.

### Trieste (1999-2000)
McRae décide pourtant de poursuivre sa carrière et signe chez les promus du Pallacanestro Trieste en première division italienne. L'équipe n'est pas battis pour jouer les premiers rôles, c'est la première fois que le pivot américain n'est pas en mesure de jouer pour le titre. En 30 matchs de championnat, il marque 10,9 points, prend 11 rebonds contre 1,9 tir. Il est le 5e rebondeur et de 2e contreur de Lega A. Il réalise un de ses plus grands match en carrière avec 19 points, 24 rebonds et 7 contres pour 50 d'évaluation contre Trévise lors de la 30e journée. Malgré un bilan négatif (12 victoires et 18 défaites), Trieste décroche un strapontin pour les playoffs. L'équipe crée la surprise en écartant la Virtus de Rome au premier tour, les romains étant supérieurs sur le papier. Le Benetton Trévise ramène Trieste sur terre an quart de finale en ne leur laissant aucune chance (3 manches à 0). Conrad McRae aura réalisé un dernier grand match avec un double-double : 16 points, 10 rebonds et 4 contres pour 29 d'évaluation.

## Décès et postérité
Souhaitant toujours rejoindre la NBA, Conrad McRae participe à la Summer League d' Orlando. Le 10 juillet 2000, il s'effondre et meurt en pleine course durant un entraînement. L'autopsie démontre qu'il souffrait de Cardiomyopathie hypertrophique. L'émotion dans le monde du basket-ball car le joueur est très populaire et surtout que son décès a lieu quelques années après les disparations tragiques d'Hank Gathers et de Reggie Lewis dans des circonstances similaires.
Véritable légende de Rucker Park, Conrad McRae avait créé avec des amis le Dean Street Park Foundation Tournament, une ligue de basket-ball de rue destiné aux jeunes basketteurs. Un an après la mort de McRae, les cofondateurs de la compétition la renomme la Conrad McRae Youth League qui se joue chaque été à Brooklyn.
En septembre 2016, l'ancien lycée de Conrad McRae, le Brooklyn Institute renomme son gymase en son honneur.

## Style de jeu
Joueur ultra spectaculaire, Conrad McRae ne passe pas inaperçu à son arrivée en Europe avec ses dunks et ses contres ravageurs. Son principal atout est son impact en défense. Ses qualités athlétiques et son timing en font un contreur redoutable qui essaye de détourner tous les tirs à sa portée. Il est également un très bon rebondeur. Sa vitesse lui permet d'être rarement débordé en un contre un même face à un joueur plus petit. En attaque, bien que possédant de bonnes mains, son registre est limité. Il n'est pas un grand dribbleur. Il profite du travail de fixation de ses coéquipiers pour recevoir le ballon près du cercle et conclure le plus souvent par un dunk. Il convertit  également les nombreux rebonds offensifs qu'il parvient à capter. Les joueurs de son équipe le recherchent souvent pour des alley-oops[Quoi ?]. Il possède toutefois quelques mouvements dos au panier et se montre capable de rentrer un tir à mi-distance quand il est ouvert. Jouant près du cercle, son pourcentage aux tirs est élevé, mais il est un tireur de lancers francs peu fiable (autour de 60% de réussite). McRae est un joueur qui récolte relativement peu de fautes personnelles en considération de son jeu agressif des deux côtés du terrain. Efficace, il perd peu de ballons en attaque.

## Clubs

### High School
- ???? - ???? :  Brooklyn Technical HS

### Université
- 1989 - 1993 :  Orange de Syracuse (NCAA)

### Professionnels
- 1993 - 1994 :  Fenerbahçe Ülkerspor (1er division)
- 1994 - 1995 :  Élan béarnais Pau-Orthez (Pro A)
- 1995 - 1996 :  Efes Pilsen Istanbul (1er division)
- 1996 - 1997 :  Fortitudo Bologne (Lega A)
- 1997 - 1998 :  PAOK Salonique (ESAKE)
- 1998 - 1999 :  Fenerbahçe Ülkerspor (1er division)
- 1999 - 2000 :  Pallacanestro Trieste (Lega A)

## Palmarès
- Coupe Korać en 1996
- Champion de Turquie en 1996
- Coupe de Turquie en 1996
- Coupe du président de Turquie en 1994 et 1996
- Finaliste du championnat de France Pro A en 1995